# Stefan Ingvarsson
Stefan Ingvarsson (Stefan Ulf Arne Ingvarsson; * 14. Dezember 1946 in Värnamo; † 4. März 2017 ebd.) war ein schwedischer Geher.
1966 kam er bei den Europameisterschaften in Budapest im 20-km-Gehen auf den 15. Platz.
Bei den Olympischen Spielen 1968 in Mexiko-Stadt wurde er Achter im 20-km-Gehen und gab im 50-km-Gehen auf.
1969 wurde er bei den Europameisterschaften in Athen Sechster im 50-km-Gehen und Neunter im 20-km-Gehen. Zwei Jahre später belegte er bei den Europameisterschaften in Helsinki im 50-km-Gehen den neunten und im 20-km-Gehen den 18. Platz.
Bei den Olympischen Spielen in München im 50-km-Gehen und bei den Europameisterschaften 1974 in Rom im 50-km-Gehen kam er jeweils auf den 15. Rang.
Viermal wurde er Schwedischer Meister im 20-km-Gehen (1969–1972), dreimal im 10.000-Meter-Gehen (1969–1971) und je zweimal im 50-km-Gehen (1971, 1976) und im 5000-Meter-Gehen (1969, 1970).

## Persönliche Bestzeiten
- 20 km Gehen: 1:30:13 h, 1972
- 50 km Gehen: 4:12:25 h, 1972